# Ixia rapunculoides
Ixia rapunculoides là một loài thực vật có hoa trong họ Diên vĩ. Loài này được Delile miêu tả khoa học đầu tiên năm 1814.